# OCA-DLR Asteroid Survey
OCA-DLR Asteroid Survey (ODAS) – zakończony europejski projekt naukowy poszukujący komet i planetoid. Powstał przy współpracy Niemieckiej Agencji Kosmicznej (DLR) i Obserwatorium Lazurowego Wybrzeża (OCA) we Francji.
Projekt rozpoczął się w październiku 1996 roku, a zakończył w kwietniu 1999 roku. Do obserwacji wykorzystano 90-centymetrowy teleskop Schmidta z obserwatorium w pobliżu Nicei we Francji. Podczas prac wykryto 1057 planetoid i jedną nową kometę. Pięć obiektów okazało się przemieszczać w pobliżu Ziemi.